# Dècada del 340

## Esdeveniments
- Guerra entre Roma i els perses
- Revolta camperola a Numídia
- 345 Segons la tradició Sant Tomàs apòstol arriba a Malayalam.

## Naixements
- 349 Pere de Sebaste, eclesiàstic grec del segle iv.

## Personatges destacats
- Flavi Juli Constant
- Hipàcia
- Sant Atanasi d'Alexandria